# داریوش کامپا
داریوش کامپا (لهستانی: Dariusz Kampa؛ زادهٔ ۱۶ ژانویهٔ ۱۹۷۷) بازیکن فوتبال اهل لهستان است.
از باشگاه‌هایی که در آن بازی کرده‌است می‌توان به باشگاه فوتبال آگسبورگ، باشگاه فوتبال اشتورم گراتس، باشگاه فوتبال نورنبرگ، و باشگاه فوتبال بروسیا مونشن‌گلادباخ اشاره کرد.
وی همچنین در تیم‌های ملی فوتبال زیر ۲۱ سال آلمان و زیر ۲۳ سال آلمان بازی کرده‌است.